# Bodružal
Bodružal (ukrajinsky Бодруджал) je obec na Slovensku v okrese Svidník. Žije zde 59 obyvatel.

## Dějiny

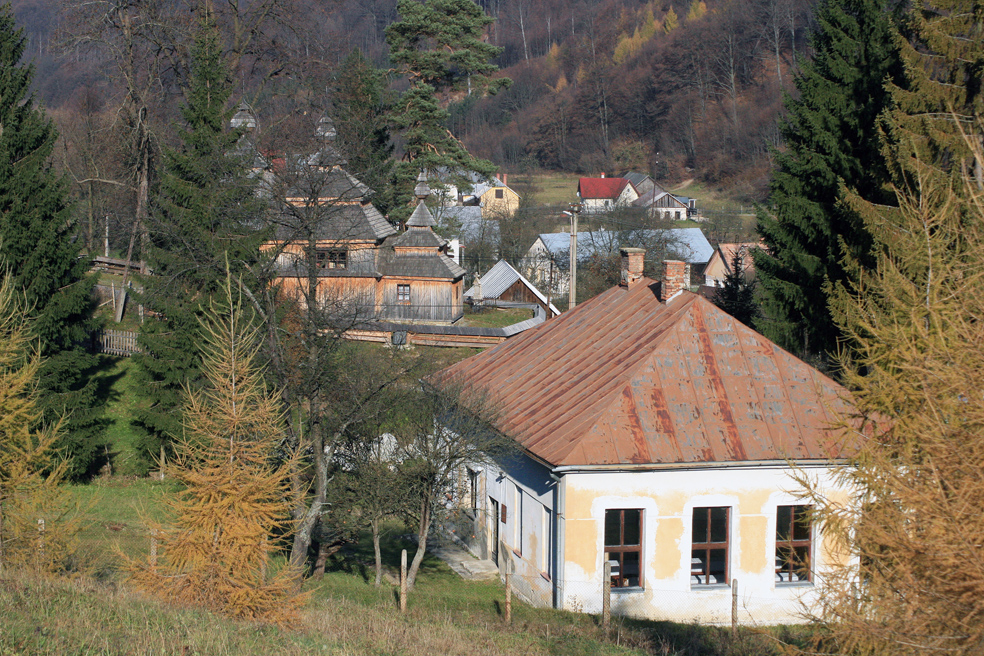
Budova zděné školy byla postavena v roce 1900

Obec vznikla kolem let 1573–1598 jako nová osada panství Makovica, na základě valašského práva. Na osídlování se účastnilo rusínský obyvatelstvo, které jako privilegované kromě pastvy dobytka provádělo v uhersko-polském pohraničí strážní a kurýrní službu. Jejich povinností bylo odevzdávat vrchnosti dvacetinu ze své dobytkářské produkce. Byly vyznavači východního křesťanství a neplatili církevní desítek. Osada byla malá a o její založení a rozvoj usilovali z Makovického hradního panství a také dědičný rychtář (šoltýs), který z této pozice měl určité výhody. Obyvatelé se zabývali zemědělstvím a pracovali v lesích. Začátkem 17. století začali vyrábět šindele. Roku 1787 měl Bodružal 22 domů a 149 obyvatel; 1828 – 22 domů a 181 obyvatele, 1845 – 22 domů a 222 obyvatel, 1921 – 35 domů a 167 obyvatel, 1942 – 35 domů a 188 obyvatel, 1960 – 30 domů a 154 obyvatel, 1970 – 30 domů a 124 obyvatel. V roce 1995 měl 29 domů a 77 obyvatel, kteří se hlásili ze 70 % slovenské, z 23,5 % rusínské a z 4,9 % k ukrajinské národnosti.
Přes obec vedla historická cesta, Jozefínka, která v 18. století spojovala Šariš a Zemplín přes Dukelský průsmyk s Haliči.
Historický název obce – v archivních dokumentů se lze setkat v těmito názvy:
- Bedruczoua (1600)
- Bodrudsa (1618)
- Bodrussal (1773,1786)
- Bodruzsal, Bodružal (1808;
- Bodruzsal (1863, 1892–1902)
- Bodruzsál (1873–1888)
- Rózsadomb (1907–1913)
- Bodružal (1920)
- Bodružal (1927–1973)
- Bodružal (1973–dnes).

Obyvatelé zažili několik přesunů vojsk, které někdy jen prošli kolem obce. První známý je přesun císařských vojsk Užhorodská posádky po jejich kapitulaci 16. března 1704 pod vedením kpt. Swetlika (v čase kurucké-labanských válek, počátkem 18. století). Posledním přesunem v 18. století byl pochod jednotek ruského sboru generála G. L. Ribindera v dubnu–květnu 1799. V květnu 1800 se ruští vojáci pod vedením generalissima A. V. Suvorova vraceli z italského bojiště. V lednu 1806 procházeli údolím ruští vojáci pod vedením M. I. Kutuzova, kteří nastoupili zpáteční cestu od Slavkova (na Moravě) do Ruska. 17. června 1849 ruská armáda překročila se souhlasem Habsburků Dukelský průsmyk pod vedením generála polního maršála Ivana Fjodoroviče Paskieviča. Pomocná ruská armáda se zúčastnila potlačení uherských povstalců a v srpnu 1849 je přinutila ke kapitulaci. Nejmenší útrapy dolehly na obyvatele obce během letních vojenských tažení a přesunů. Kritické byly přesuny v podzimních a zimních měsících. Vlastníci Makovického panství, v té době rody Rákociovců, Aspremontovců a Erdődyů neznali slitování při zajišťování vojenského třením posunující se armád. Sýpky a stodoly místních občanů byly zpravidla místní šlechtou vydrancovány bez milosti.

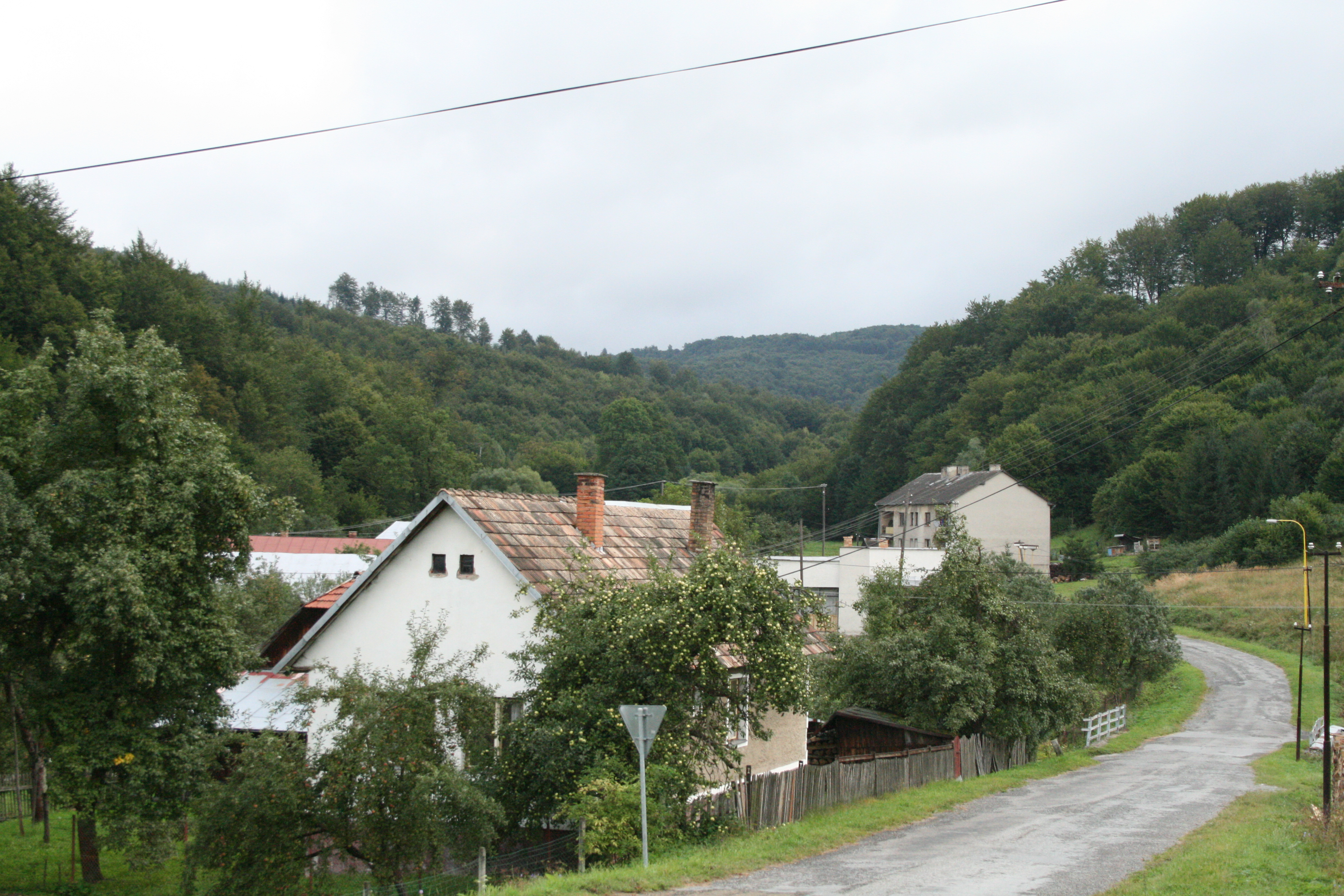
Údolí Prikrianky s chráněnné krajinnou oblastí Východní Karpaty

Ještě dnes se lze setkat s technicky unikátní stavbou – s klenutým kamenným můstkem, který je součástí dnešní komunikace, asi 480 m od mostu přes Bodružalík. Část původně zachované Jozefínky je ve vzdálenosti asi 2,5 km od obce směrem na Miroľu, když se na horizontu kopce „rozdíl“ odbočí vpravo. Dnes je to nepoužívaná cesta se zapomenutou technickou památkou.
V letech 1830 a 1831 vypukla cholera, při které zemřelo 52 obyvatel. V polovině 19. století obec postihl hlad a vystěhovalectví.
Počátkem 20. století se občany obce stali členové Hibschmanovy rodiny, kteří byli obchodníky a vyznavači židovského náboženství. Ze 7 členů rodiny holocaust přežil jen jediný, který před začátkem války emigroval do USA.
V meziválečném období do začátku druhé světové války se mnoho obyvatel vystěhovalo do Ameriky. Mnozí z nich udržovali se svými rodinami písemný kontakt a finančně je podporovaly. Po roce 1945 přesídlilo několik obyvatel i do Sovětského svazu.
Podle matričního úřadu uloženém ve Státním oblastním archivu v Prešově více než 200 let trvale žijí v Bodružali rodiny Bokšovi, Goldírovi, Hrinkovi, Kocúrovi a Zelizňákovi.
Nejstarší dostupné informace z matriky pocházejí z roku 1823. Až do roku 1864 ji vedly v latinském jazyce nebo ji psali azbukou, pak už jen v předepsaném formátu v maďarském jazyce. Rokem 1890 se začínají jména obyvatel zapisovateli matriky pomaďarčiť. Vznikem Československé republiky byly matriky vedeny v nových formulářích a byly psány v slovenském jazyce.

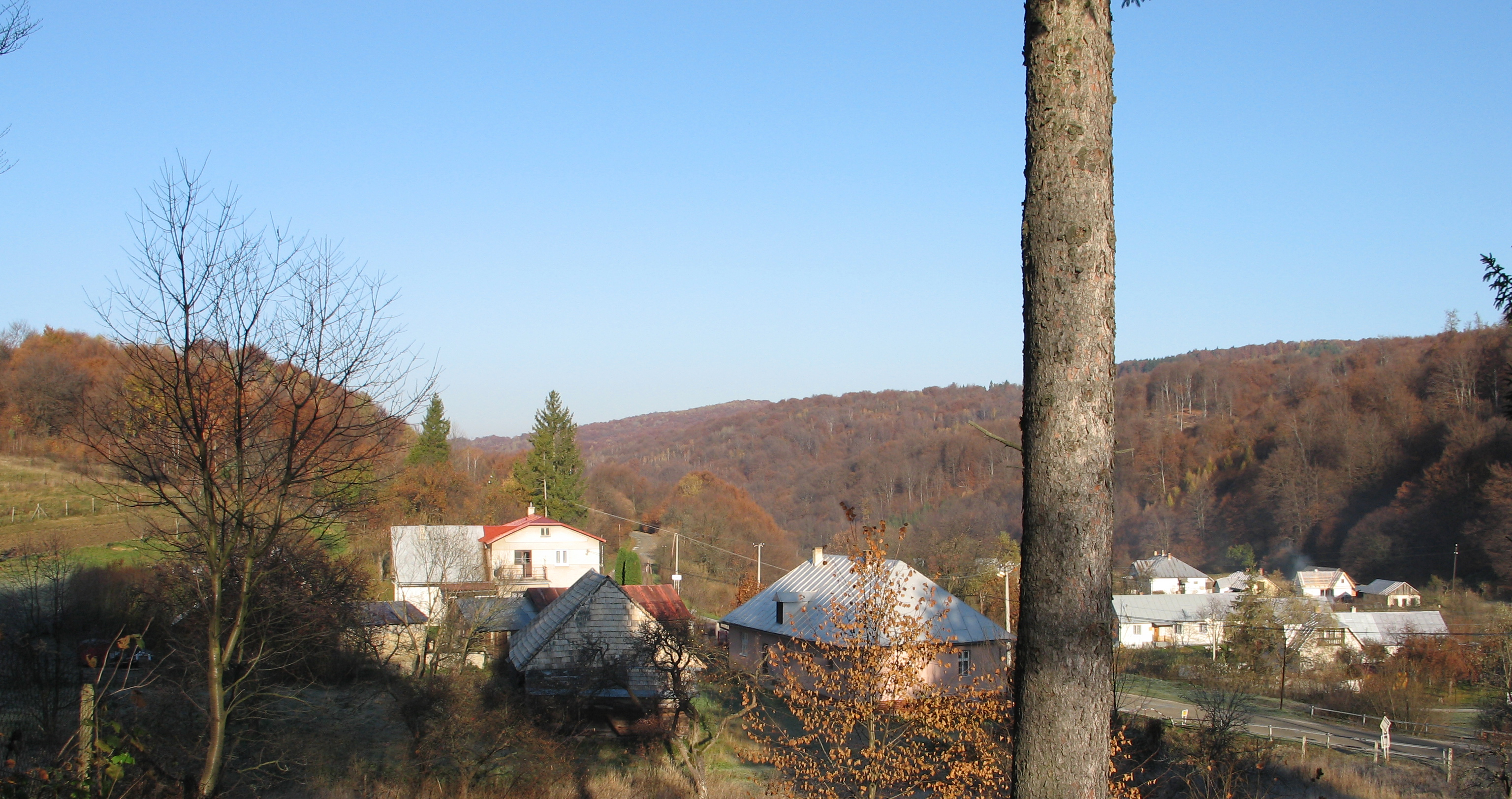
Vzadu na horizontu vrch Třešeň

V Slovenské republice je málo obcí, které byly v průběhu 20. století dvakrát postiženy válečnými operacemi. Válečné útrapy zažila obec už během první světové války. V říjnu až listopadu roku 1914 se v extravilánu obce – jihovýchodně – na místním vrchu Horbok odehrály vojenské boje „Sturm“. Ruská vojska pod velením generála Brusilovovou bojovali muž proti muži na bodáky s vojáky rakousko-uherské armády. V boji v katastru obce padlo 400 vojáků. Byly to počáteční bojové operace první světové války na území Slovenska. Vojáci ruské armády se silniční komunikací (Jozefínkou postavenou v době panování Josefa II., 1780–1790) z Krajní Poľany do Bukoviec usilovali dostat hlouběji do vnitrozemí Slovenska. Rakousko-uherská vojska měla na této komunikací obsazeny výšiny, z nichž kontrolovala přístupovou cestu. Pohyb ruských vojsk v tomto prostoru byl zaznamenán až do března 1915. Obyvatelé obce projevovali Rusům všeobecné sympatie. Vojáci za úplatu dávali dětem sladkosti a další potraviny, kterými byli zásobovaní. V dalším období se bojové operace přesunuly mimo území Slovenska. Stopy po vojenských operacích z první světové války se zde nacházejí do současnosti; nad cestou ve směru do obce, v lesním porostu na Horbku 500 m od mostu přes Bodružalík jsou zákopy z této války. Další souvislé zákopy, které byly vybudovány i pro stojící střelce, jsou nad Seredným, v lesním porostu, z nichž byla kontrolována přístupová cesta údolím Bodružalíka. Systém takových zákopů (s násypem z vykopané hlíny) byl použit na krytí vojenských rakousko-uherských jednotek před palbou ruské armády. Zákopy jsou ve vzdálenosti 250–400 m vpravo od dnešní komunikace, asi 1 km od obce směrem na Miroľu. Na výstavbu zákopů byli zneužiti místní občané uherskou státní mocí.
Mocnosti, které vedly v tomto prostoru bojové operace, pochovaly padlé vojáky bez obřadu a označení hrobů. Hroby byly roztroušeny po celém katastru obce. Tělesné pozůstatky neznámých vojáků byly uloženy na místním hřbitově československou brannou mocí až v roce 1922 po exhumaci do 39 masových hrobů.
V době druhé světové války, od září 1944, slovenští vojáci, bydlící v domech s Bodružalčany, budovali vojenské opevnění na Dukelský průsmyk s cílem zamezit vstupu Rudé armády na pomoc slovenskému národnímu povstání. Později je vystřídala nacistická německá vojska, která byla taktéž ubytována v domech místních občanů. Fašisté před zahájením Karpatsko-dukelské operace donutily muže ve věku od 16 do 60 let vybudovat na vrchu Třešeň vojenské opevnění, ze kterého dělostřelectvem palebně přehradili státní cestu Svidník – Krosno. Vojenská operace se bezprostředně dotkla i obyvatel obce, kteří byli nuceni 12. října 1944 na více než šest měsíců opustit své domovy.

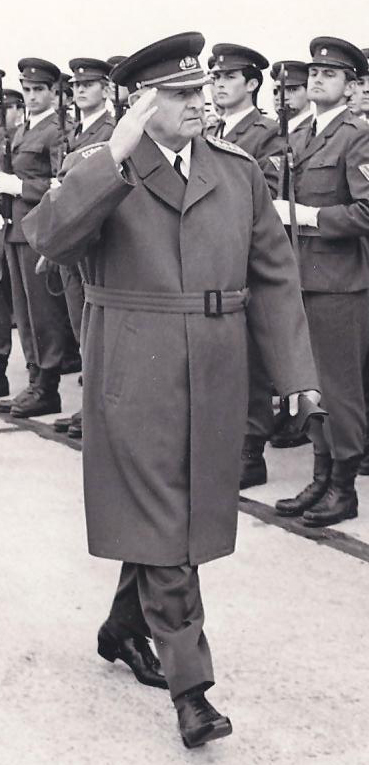
V listopadu 1944 přebýval téměř 3 týdny velitel 1. československého armádního sboru, armádní generál Ludvík Svoboda, v domě místního občana, na soutoku říček Bodružalík a Prikrianky. Fotografie z roku 1969.

Zaznamenané byli i ztráty na životech obyvatel, kteří tehdy včas obec neopustili. Bodružal byl sedm týdnů ve frontovém pásmu a utrpěl značné materiální škody. (Od 6. října 1944, kdy příslušníci prvního armádního sboru vztyčili československou vlajku na Dukelský průsmyk).
Po osvobození obce 29. listopadu 1944 a skončení Karpatsko-dukelské operace, bydlel v domě Josefa Zelizňáka na soutoku říček Bodružalík a Prikrianky téměř 3 týdny velitel 1. československého armádního sboru, armádní generál Ludvík Svoboda, pozdější prezident Československa. Vojenské operace probíhaly i přímo v obci. Obyvatelé vracející se z evakuace u mostu přes Bodružalík museli na cestě obcházet 4 zničené tanky příslušníků 1. čs. armádního sboru. Pole před Bodružalíkom na vstupu do obce byla zaminovaná tak, že přechod nimi byl znemožněn. Byla to jediná spojnice vstupu pro vojenskou techniku do obce.
V roce 2006 při předvolební kampani navštívil chrám úřadující předseda vlády Mikuláš Dzurinda.
V květnu 2008 obec a chrám svatého Mikuláše navštívil velvyslanec USA na Slovensku Vincent Obsitnik a v říjnu 2010 i jeho nástupce Theodore Sedgwick.

## Obecní symboly

### Znak
V modrém štítě je stříbrný srp se zlatou rukojetí a mezi zlaté misky stříbrných vah je vsunut zlatý snop. V hlavě štítu je zlatý obrácený plamenný meč se stříbrnou rukojetí.
Za základ znaku bylo vzato obecní razítko z roku 1887, na němž je vyobrazen snop se srpem. Do znaku byly zakomponovány výjevy z kostelní barokní malby Posledního soudu se sv. Trojicí, anděly a přísedícími apoštoly. Na malbě je situována figura archanděla Michala vážícího duše. Proto nad zlatý snop byly vloženy stříbrné váhy se zlatými miskami. Do hlavy štítu byl také vložen obrácen plamenný meč, kterým vyhání hříšníků. Meč a váhy jsou atributy, které využíval při své činnosti archanděl Michal.
Tento znak byl schválen 13. usnesením zastupitelstva dne 23. prosince 2004 a je zapsán v heraldickém rejstříku Slovenské republiky pod signaturou B - 217/2004. Autorem znaku je Peter Zelizňák.

### Vlajka
Vlajka je tvořena listem o poměru stran 2:3 s pěti vodorovnými pruhy v barvách modré, žluté, bílé, žluté a modré, o poměru šířek 2:2:1:2:2. Vlajka je ukončena třemi cípy, tj. dvěma zástřihy, sahajícími do třetiny jejího listu.

## Geografie

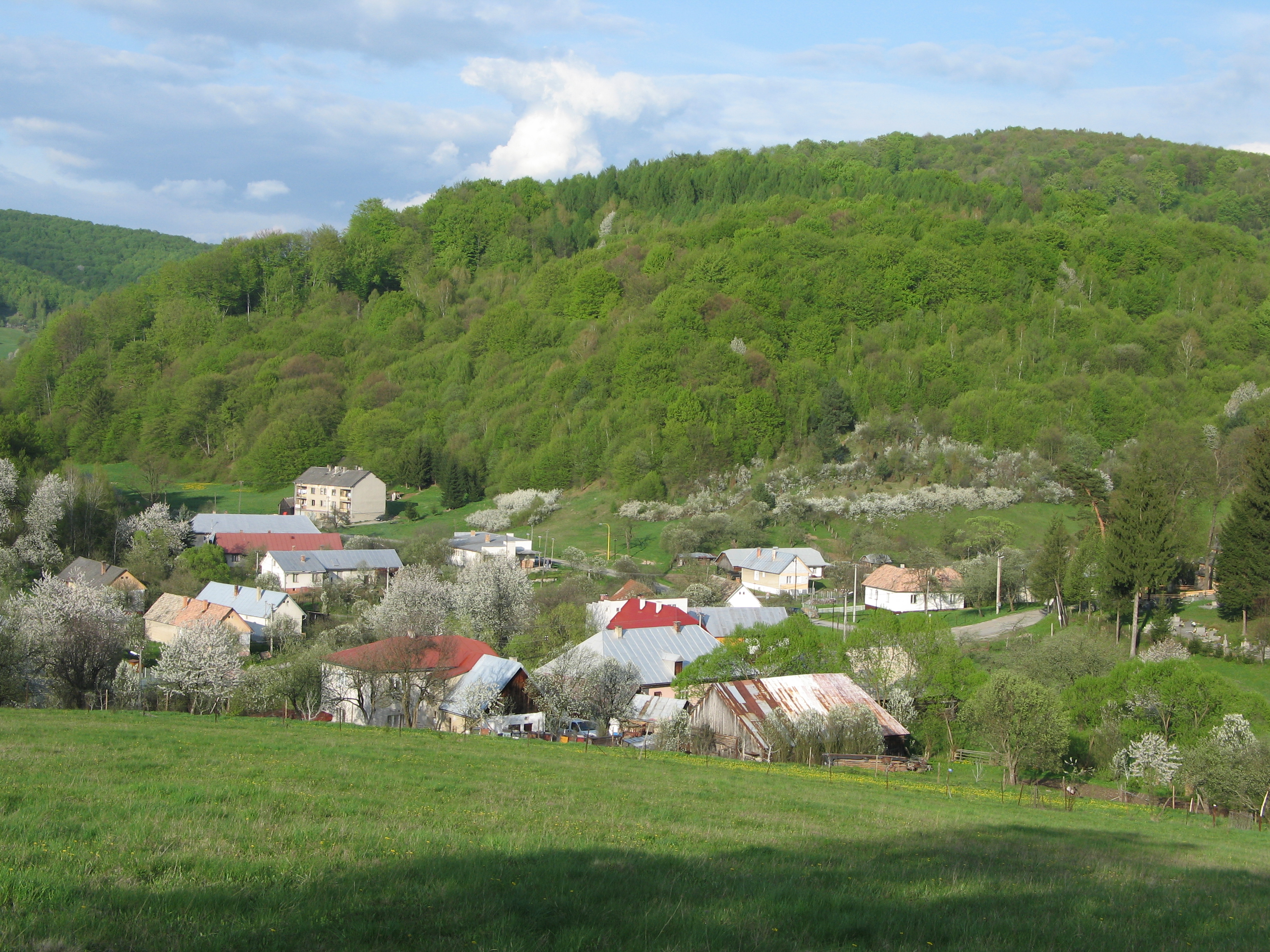
Pohled na květnový Bodružal

Obec se nachází asi 12 km severovýchodně od města Svidník, při silnici E 371 ze Svidníku na hraniční přechod Dukla-Polsko na zeměpisné šířce 49° 21'15'' a délce 21° 42'26''. V současnosti patří do Svídnická obvodu v Prešovském regionu. Leží na severovýchodním Slovensku, 8 km od hraničního Dukelského průsmyku, při státní hranici s Polskou republikou, Podkarpatské vojvodství a Krosnianskym okresem. Z silniční komunikace první kategorie Svidník – Dukelský průsmyk z obce Krajná Poľana je vzdálena 2 km směrem na východ.
Bodružal leží v severovýchodní části Nízkých Beskyd jihozápadně (Laborecké vrchoviny), na nivě a přilehlých svazích doliny potoka Bodružalík, v nadmořské výšce 390–415 m n. m. Nejvyšší Vovči Verch (611,4 m n. m.) se nachází jihozápadně od obce. Východně se vypíná vrch Hrun s výškou 579 m n. m. Severně od obce se tyčí vrch Třešeň s výškou 531,4 m n. m. Území obce je součástí chráněné krajinné oblasti Východní Karpaty. Hraniční pásmo tohoto území je od ústí Bodružalíka do Ladomirka v Krajní Polaně až po mokřad Košariská, směrem na Miroľu.
Reliéf potoky rozbrázděného prostoru je mírně členitý, spíše hornatý, a lze jej zařadit mezi nižší hornatiny. Bodružalský chotár je v jeho některých částech těžce dostupný a pokrývají ho místy souvislé listnaté smíšené bukové, habrové a březové porosty.
Hnědá půda obsahuje středně minerální až chudé horniny. Patří mezi půdy písčito-hlinité, kde půdotvorné horniny jsou zastoupeny některými druhy rul a pískovců. Půdy jsou převážně mělké, často až kamenité.
Více než 85 % orné půdy, luk a pastvin se nachází na levé straně Bodružalíka. Sklon svahů je orientován na východ a severovýchod.
Je v něm méně ploch s menším sklonem, vhodným pro zemědělské obhospodařování. Lesních ploch je více a jsou zpřetrhané menšími plochami, často ostrovy zemědělské půdy, jejichž obdělávání na svahových plochách je složité. Je zde mnoho luk a pastvin. Eroze půdy je velmi silná. Zajímavostí bodružalského katastru je jeho otevření ze severu, proto je ovoce na stromech kvůli jarním mrazům (často i v polovině května) zpravidla jedenkrát za pět let. Je zde dostatek dřevní hmoty.
Bodružal patří k mírně chladnému horskému klimatu. Průměrné lednové teploty jsou −4 až −6 °C. Průměrné červencové teploty jsou 16–17 °C. Sněhová pokrývka tu trvá zpravidla 80–100 dní. Průměrný roční úhrn srážek se pohybuje od 650–800 mm. Převážná část srážek, 400–500 mm, připadá na vegetační období. Převládá severní směr větru.

### Vodní toky
Přes obec protéká potok Bodružalík. Je levostranným přítokem Ladomirky s délkou přibližně 4,5 km.
Pramení jihovýchodně pod Kozím hrbkem (605,2 m n. m.), v nadmořské výšce cca 500 m n. m., na území CHKO Východní Karpaty. V údolí doliny Bodružalíka je souběžně napájen přítokem z mokřady Košariská, který má místní název Pod vysokou.
Nejprve teče na sever přes Bodružal, kde přibírá 4 krátké levostranné přítoky z dolin s lokálními názvy Kopřiva, Zegeľníci, Pelepče a Segin. Za obcí přibírá přítok z Kotolnicy a Kuriačnika. V obci Bodružal přibírá na pravé straně 5,5 km říčku Príkrianku. Soutok je na zeměpisné šířce 49°21 '15 "a délce 21°42' 26". Z Třešně přibírá krátký pravostranný přítok, který říčku zásobuje vodou v jarním období a v době dešťů.
Před Krajnou Poľanou se zleva vlévá do Ladomirky. Bodružalík je zásobován zejména dešťovou vodou a sněhem. Nejvyšší hladiny dosahuje v jarních měsících. Je to méně vodnatý potok s poměrně velkými výkyvy průtoků během roku. Voda je v něm velmi čistá, o čemž svědčí i výskyt raka říčního.
Při březích Bodružalíka a jeho přítoků se nacházejí mokřady s rozlohou skoro 200 000 m2.

## Politika

### Zastupitelstvo
- Starosta: Dušan Zelizňák

## Kultura a zajímavosti
Původní pravoslavní obyvatelé obce pod vlivem (Brestlitevská unie, Užhorodská unie 1596–1648) zformování tzv. uniatskou církví, tj. Východní křesťanskou církví, byli podřízeni římskému papeži. V polovině 17. století se stali tzv. uniaty (pravoslavnými katolíky). Jako Řeckokatolíci do konce 20. století používali při bohoslužbách církevní staroslověnštinu (ne latinu), dodržovali liturgii sv. Jana Zlatoústého, při přijímání používali chléb a víno, dodržovali starý juliánský kalendář, v důsledku čehož například narození Krista (Rizdvo) oslavovali 7. ledna, tj. o dva týdny později než podle gregoriánského kalendáře. K tomu se vázaly i zajímavé zvykoslovné projevy a rituály.
Originálními a přesvědčivými projevy duchovní kultury obyvatel byly zvyky, obyčeje, písně, pohádky, legendy a přísloví, které byly nejvíce využívány u příležitosti velikonočních, vánočních svátků a letnic. Velmi bohaté byly také rodinné zvyky a obřady při narození dítěte, při těhotenství, porodu, provedení křtu, křtin, kojení a podobných denních povinnostech. V první polovině 20. století byly ještě také využívány námluvy, zásnuby a příprava na svatební obřad. Pozoruhodné byly i zvyky při svatebním obřadu jako například vstup nevěsty do ženichova domu a obcházení kolem ohniště nebo stolu. Od této chvíle patřila nevěsta do nového domu, který jí poskytl všestrannou ochranu. Dlouho se pěstovaly i zvyky spojené s úmrtím. Skoro každá významná lidská činnost se spojovala s nějakou pověrou. Proto v zimních měsících byly páračky peří školou interpretace pověr, kde ženy zevšeobecňovali zkušenosti, které nabývaly během svého života. Páraček se účastnili i mládenci, kteří byli pozornými posluchači pěstování zvykosloví. Význam pověr ustoupil až v druhé polovině 20. století, kdy se obec spojovala se světem přes rozhlasové a televizní přijímače a cestováním za prací mimo okres. Mnohé ženy se tehdy vyznali v bylinkách a dokázali využívat jejich léčivé účinky.
Do obce se z Marmarošu přiženil Peter Iľko, který zde se svou manželkou prožil svůj život. Do povědomí vesničanů a širokého okolí se zapsal jako pohádkář. Byl oblíbený zejména u dětí a dorůstající mládeže, které mnohdy vyprávěl pohádky, pověstí a své zážitky ze zámořských cest.
Zprostředkovatelem etnicko-kulturních tradic obce je jazyk – nářečí, které si navzdory mnoha archaismů a zahraničních (slovenských, polských, maďarských, německých a jiných) vlivů zachovalo svůj rusínsky charakter. Základním komunikačním prostředkem v obci zůstává rusínsko-lemkovské nářečí.
Při velikonočních svátcích ženy a dívky batikovali kraslice (pysanky) špendlíkem s včelím voskem. Domácí batikování velikonočních vajíček je velmi jednoduchá a stará technika, jejímž základem je nanášení horkého vosku na očištěné vajíčko v určitých obrazech a vzorech. Vymalované voskové vajíčko se pak vybarvilo v nádobě s barevným roztokem, v minulosti v cibulových slupkách. Mnohobarevnost se docílila tak, že vosk se postupně nanášel podle vzoru na zaschlou barvu na vajíčku a barvil se různými barvami. Při barvení vajíčka se postupovalo vždy od nejsvětlejších odstínů k nejtmavším. Vosk se odstranil až po posledním barvení.

### Kulinářské speciality
- Bodružalská houbová mačanka
- Gazdovské tvarohové pirohy

### Stavby
Obec má rozptýlenou potoční řadovou zástavbu. V historické zástavbě byly až do 90. let 19. století obydlí pouze na pravé straně Bodružalíka. Levostranné břehy jsou vyvýšené a je z nich komplikovanější přístup k vodě. Proto musely být kopány studny, s nejistým výsledkem. Na levé straně byla jen škola v blízkosti přítoku z Pelepčeho, cerkev a dům Hibschmanovy rodiny byl zase v blízkosti přítoku potoka ze Segin.
Obydlí do padesátých let 20. století byly srubové domy se stájí pod společnou valbovou slaměnou střechou. Sestávaly z kmenů stromů, které se otesávaly na vnější a vnitřní straně, na koncích se zaklesávaly do srubové vazby. Další věnce srubu se kladly rovnoměrně po celém obvodu zdi s přerušením u otvorů pro okna a dveře. Jejich boční okraje byly vyztuženy svislými sloupky, začapovanými do trámů, konce vodorovných trámů u oken a dveří byly zapuštěny do žlabů na sloupcích. Za práh dveří domu sloužil spodní podval prvního břevna. Spáry stěn se vyplňovaly kroucenou slámou nebo mechem a zamazávaly hlínou. Spodní řada břeven se kladla po celém obvodu srubu na kamennou podezdívku. Na ochranu domu před dřevokazným hmyzem byly trámy šikmo olakované rozpůlenými lískovicemi a omazané hlínou. Domy se natírali natronovým roztokem nejčastěji na modro. Po dokončení obvodových stěn se položil krov a střecha. Základ střechy tvořily kresané hrady, položené přes šířku stavby, do kterých byly začepovány krokve. Se spodními křížovými hrady tvořily pevně svázanou kostru. Krokve bývaly pod hřebenem zpevněné příčnými trámy. Na krokve se vodorovně položily drúčiky a na ně se dávala svázána žitná sláma (mlácená cepy) pod místním názvem kyčky, kterou se hustě vedle sebe přivazovala na drúčiky krovu. Otýpky slámy se přivazovaly klásky nahoru, a proto byl povrch střechy stupňovité členěný. Přes hřeben střechy byly přivazované svazky slámy namáčené v rozdělané hlíně.
Ve dvorech a sadech byly srubové sypance (sýpky se súseky), ve kterých bylo uskladněno obilí. Koncem 50. let 20. století (1957–1958) bylo v akci „P“ postaveno 16 nových rodinných domů. Z obce tehdy vymizely typické srubové domy. V tomto období místní občan Jan Biroš na říčce Bodružalík postavil malou vodní elektrárnu, která vyráběla elektřinu pro dva domy. Koncem 70. let v obci postavili jednopatrovou čtyřbytovku pro pracovníky lesního a zemědělského závodu. Byl vybudován moderní kravín, ve kterém bylo ustájeno 100 dojnic, velkokapacitní seník a konírna.
V sedmdesátých letech si obyvatelé obce postavili v rámci akce Z za finanční podpory jednotného spotřebního lidového družstva nákupní středisko (s potravinami a pohostinstvím). V 90. letech byla obec napojena na centrální vodovod.
V obci se nachází také cihlová farní budova postavená v neoklasicistním slohu, kterou postavili koncem 90. let 19. století. V roce 1751 byl Bodružal sídlem děkana, skoro 350 let (až do roku 2002) v ní sídlil farní úřad. Dnes je fara opuštěna. Do konce 20. století byly liturgické obřady v církevní staroslověnštině. Dnes jsou církevní obřady silně slovakizované.

## Památky

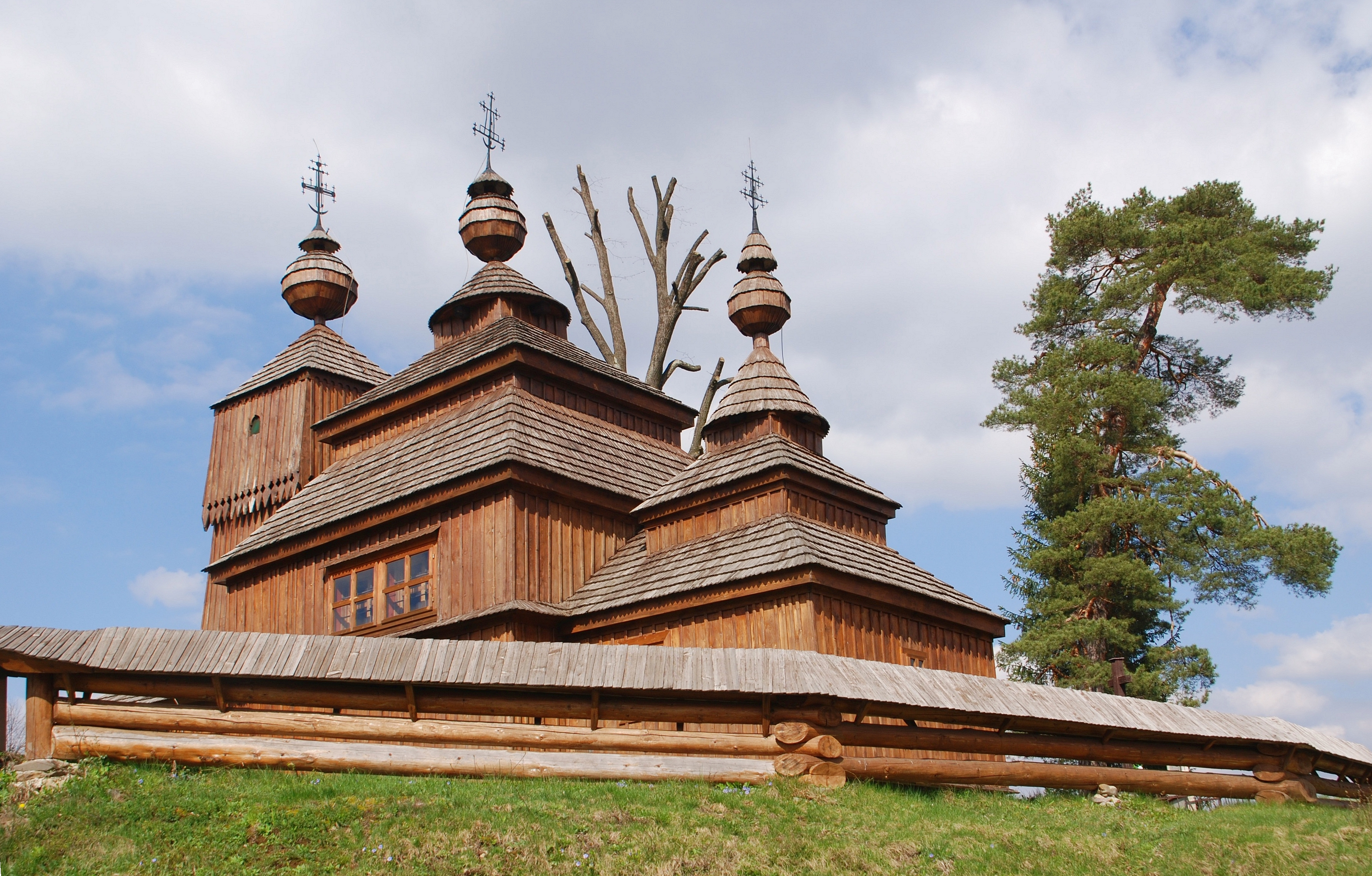
Chrám svatého Mikuláše v Bodružali

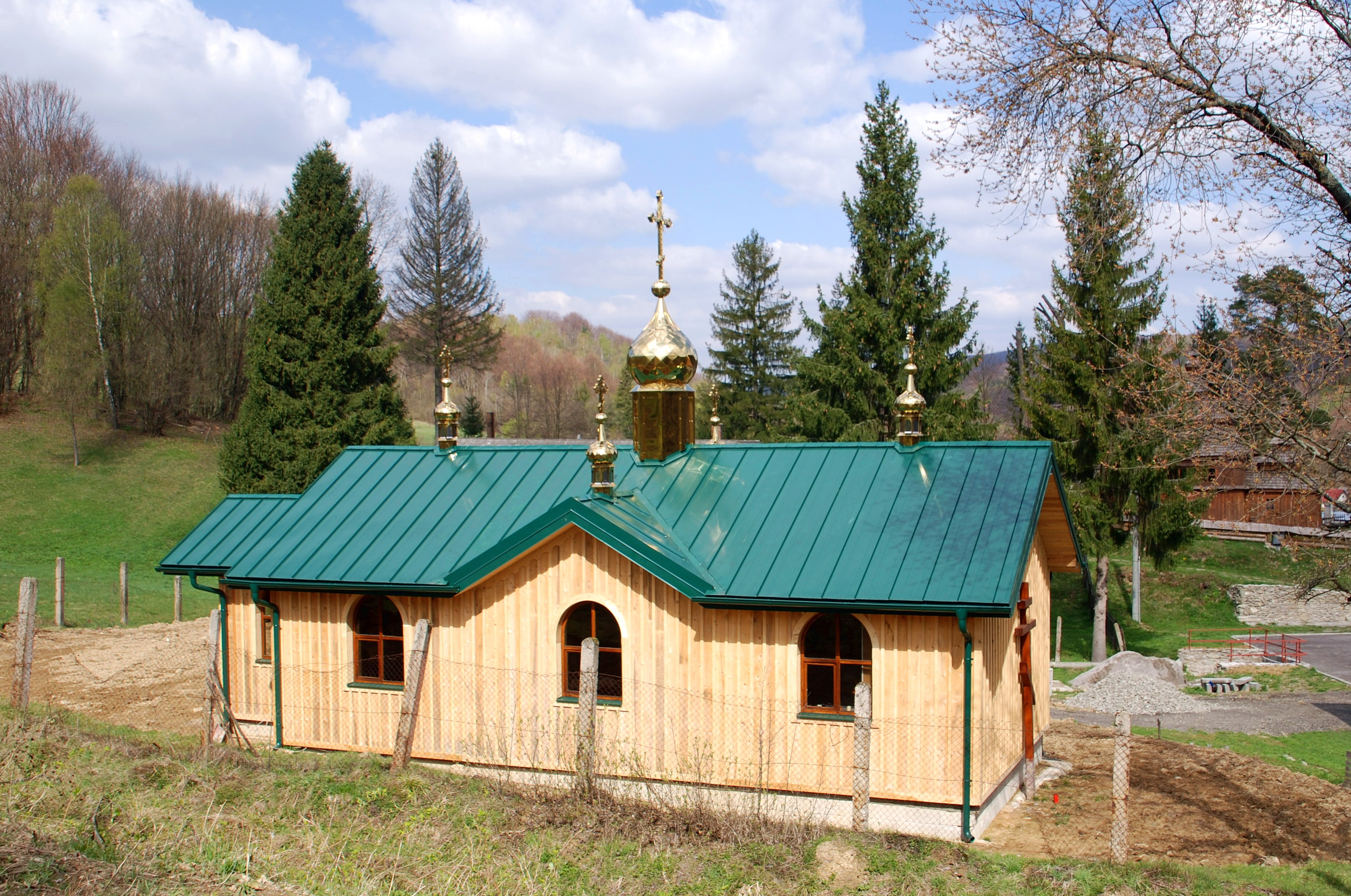
Pravoslavný chrám sv. Petra i Pavla v Bodružali

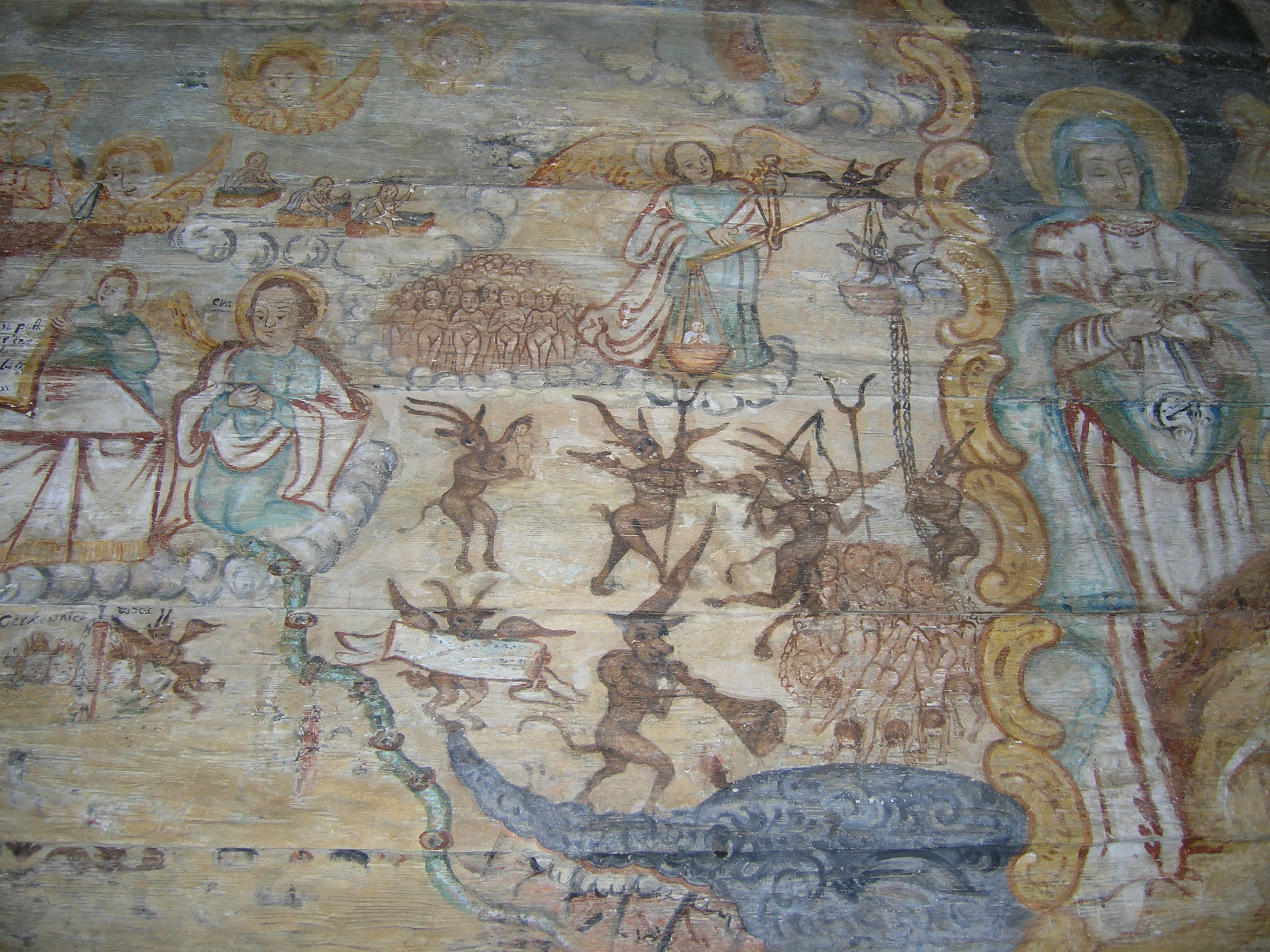
Detail nástěnné barokní malby Posledního soudu

V obci se nachází chrám sv. Mikuláše, postavený v roce 1658 v jižní části obce. Třídílná dřevěná srubová stavba ve tvaru tří čtverců, rozestavěno na jedné ose od východu na západ, je trojvežová, se stupňovitě gradovaného střechami a věžičkami směrem ke vstupu s centrálním charakterem půdorysu lodě, oddělené ikonostasem od svatyně. Výtvarně je ovlivněna zejména barokní architekturou.
Typickou je bohatě členěná, jakoby dvoupodlažní šindelová střecha s barokními cibulovými věžičkami, ukončenými malými šindelovými kuželovými nástavci s kovanými kovovými kříži. V nejvyšší západní věži bez kuželových konstrukcí jsou umístěny zvony. Na začátku první světové války uherská státní moc nařídila nejmenší a největší zvon z cerkvi odstranit a použila je na vojenské účely. Zvony byly nahrazeny obyvateli obce až v druhé polovině 20. let. Největší zvon nechal zhotovit místní lesník Michal Zelizňák a nejmenší zvon zajistily veřejnou sbírkou občané obce.
Dřevěná cerkev tvoří pevnou siluetu obce Bodružal. Nachází se na návrší, obklopená alejí stromů a zvýrazněná vysokou zelení, která ji obklopuje.
Kolem ní se rozprostírá hřbitov. Prostor chrámu je uzavřen dřevěnou srubovou ohradou se stříškou (v lidové řeči nazývanou palanok). Plochu svatostánku doplňuje samostatně stojící dřevěná zvonice sloupkové konstrukce z 19. století.
Chrám svatého Mikuláše v přírodním prostředí Nízkých Beskyd je historickým křesťanským symbolem lidi, vyznávající východní církev byzantského obřadu. Od roku 1968 až do poloviny 90. let 20. století byla birituálna, neboť v ní byly prováděny obřady pravoslavné a řeckokatolické církve. Dnes patří jen řeckokatolický věřícím.
Rekonstrukce chrámu byla ukončena v roce 2004. Od roku 2008 je zapsaný do seznamu světového dědictví UNESCO.

#### Vojenský hřbitov z první světové války (národní kulturní památka )
V obci se nachází pomník čtyřem stovkám vojáků, kteří padli v první světové válce, a jejichž ostatky jsou uloženy na místním hřbitově. Jeho autorem je Ing. arch. Michal Burák. Jde o dřevěnou moderní plastiku ve formě stylizovaného dřevěného kříže s 39 otvory, který s chrámem vytváří jednotný celek. Kříž je osazen na okraj čtvercového půdorysu vojenského pohřebiště. Systém 39 otvorů v kříži umožňuje vybrané části dřevěné hmoty kříže rozmístit na travnatou plochu pohřebiště, převedeny do podoby náhrobních kamenů. V hmotě kříže dominuje velký otvor v průniku křížení, který symbolizuje spojnici mezi světem živých a světem mrtvých. Náhrobní kameny ztvárňuje beton s otisky letokruhů dřevěného bednění, které symbolizují les pokácených stromů.
Důležitým prvkem památníku je lavička. Je oboustranná a umístěna tak, aby umožnila výhled na krajinu a cerkvu pod pohřebištěm, zároveň slouží jako nosič textové informace o pohřbených.

Pomník financovalo Ministerstvo obrany Slovenské republiky a obecní úřad.

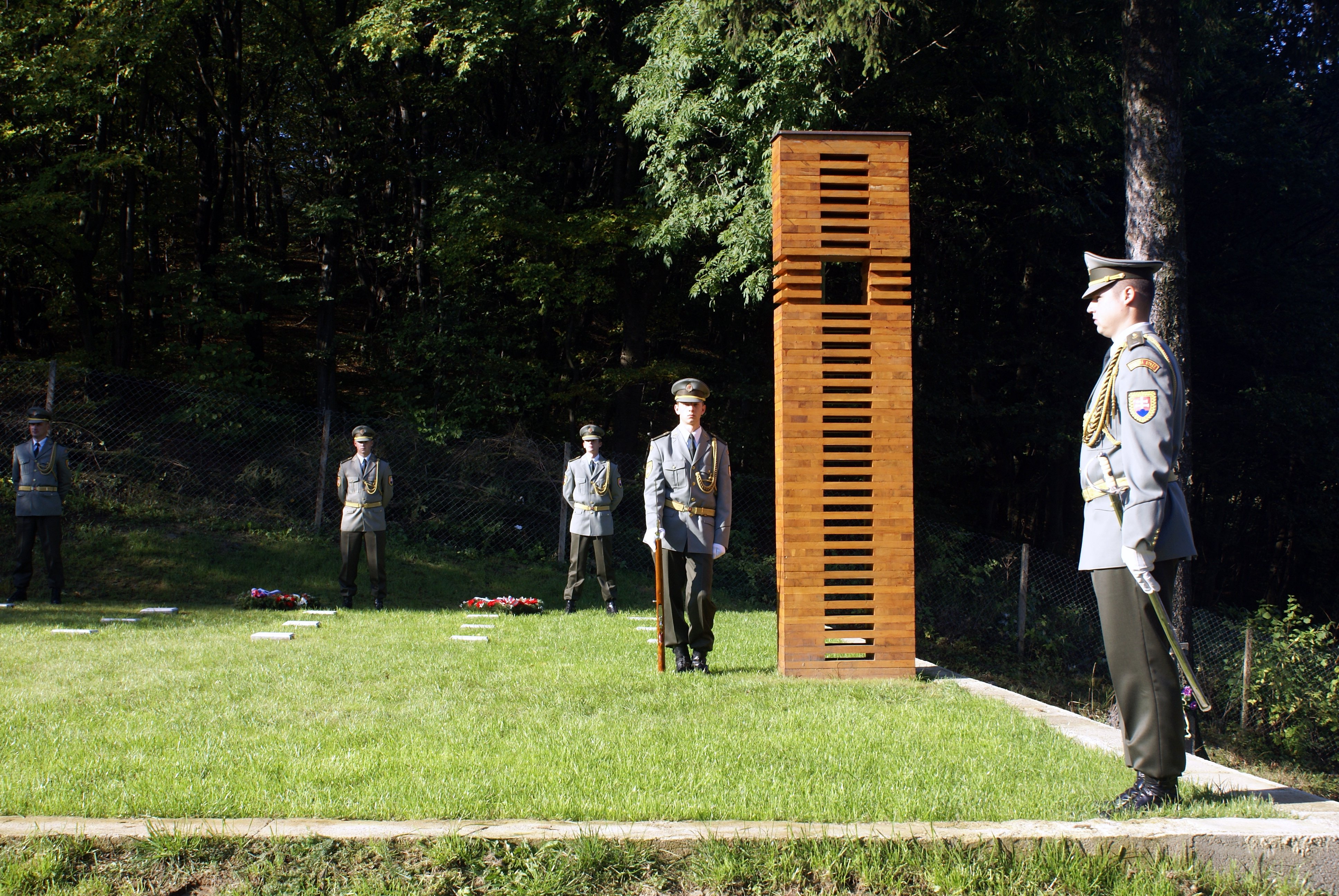
Pomník vojákům z první světové války

## Hospodářství a infrastruktura

### Školství
Obec zaznamenala v tomto směru výrazný rozvoj až v druhé polovině 20. století. První zděná budova základní školy byla postavena svépomocí obyvateli obce v roce 1900. Předtím byla v obci dřevěná roubená škola (postavená v roce 1888), do které chodili děti z Prikry a také Krajní Poľany. Ta však shořela v roce 1899. Vyučovacím jazykem byla do roku 1918 maďarština a dvě hodiny týdně se vyučovala ruština. Prvním učitelem byl Michal Rudý. Lidovou školu navštěvoval i František Gibala, později významný sochař. V letech 1925–1936 vyučoval významný učitel Orest Onuliak. Byl ruským emigrantem po Říjnové revoluci. Nadané žáky podporoval v dalším studiu na Užhorodská gymnáziu. Používal k tomu vlastní finanční prostředky.
V době 2. světové války byla budova školy značně poškozena. Němečtí fašisté ve škole umístili pekárnu na pečení chleba pro svou armádu. V budově se opět začalo vyučovat až po rekonstrukci 1. září 1947.
Do té doby se vyučovalo po domech v rodinách. Od září 1946 se vyučovalo v ruštině a škola byla přejmenována na státní ruskou lidovou školu. Od roku 1953 se vyučovalo v ukrajinském jazyce. Vyučování ve slovenském jazyce na škole se začalo od 1. září 1963. Prvním studentem v obci byl Vasil Hrinko. Studoval v Užhorodě a Státní učitelský ústav v Prešově ukončil v roce 1936. Svou pedagogickou kariéru završil jako ředitel Střední všeobecně vzdělávací školy v Stropkově.
V 50. až 70. v letech 20. století 26 mladých lidí z obce získalo vysokoškolské vzdělání v různých profesích. Vzdělání mělo u obyvatel obce vysokou společenskou hodnotu.

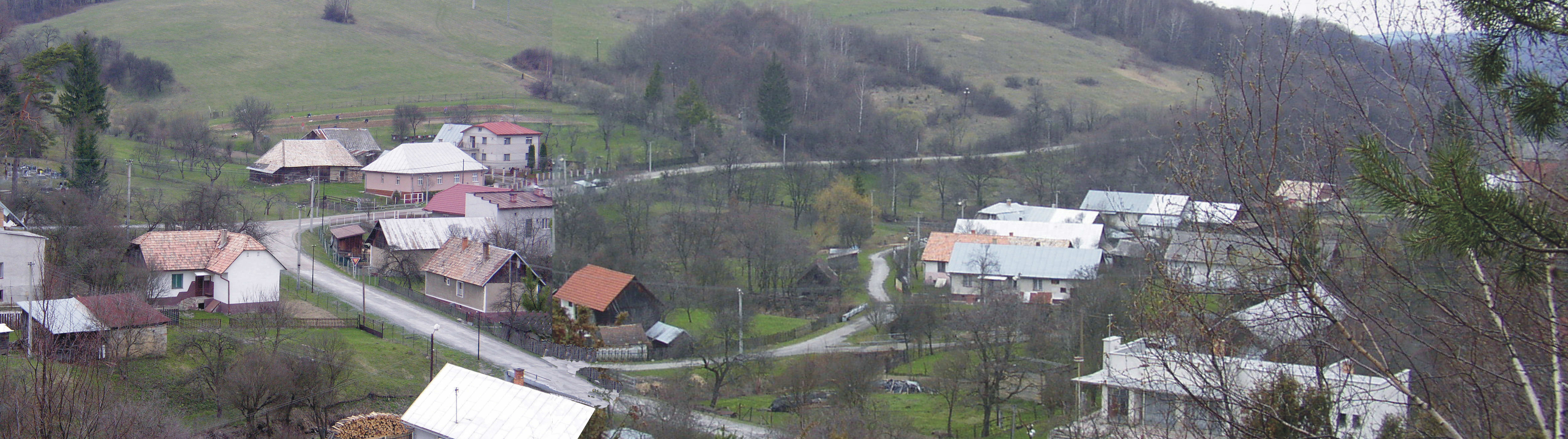
Panoramatický pohled na obec Bodružal